# فهرست سیارک‌ها
این صفحه فهرستِ فهرست سیارک‌ها است:

## از ۱ تا ۵۰٬۰۰۰
| - ۱ - ۱۰۰۱ - ۱۰۰۱ - ۲۰۰۱ - ۲۰۰۱ - ۳۰۰۱ - ۳۰۰۱ - ۴۰۰۱ - ۴۰۰۱ - ۵۰۰۱ - ۵۰۰۱ - ۶۰۰۱ - ۶۰۰۱ - ۷۰۰۱ - ۷۰۰۱ - ۸۰۰۱ - ۸۰۰۱ - ۹۰۰۱ - ۹۰۰۱ - ۱۰۰۰۱ - ۱۰۰۰۱ - ۱۱۰۰۱ - ۱۱۰۰۱ - ۱۲۰۰۱ - ۱۲۰۰۱ - ۱۳۰۰۱ - ۱۳۰۰۱ - ۱۴۰۰۱ - ۱۴۰۰۱ - ۱۵۰۰۱ - ۱۵۰۰۱ - ۱۶۰۰۱ - ۱۶۰۰۱ - ۱۷۰۰۱ - ۱۷۰۰۱ - ۱۸۰۰۱ - ۱۸۰۰۱ - ۱۹۰۰۱ - ۱۹۰۰۱ - ۲۰۰۰۱ - ۲۰۰۰۱ - ۲۱۰۰۱ - ۲۱۰۰۱ - ۲۲۰۰۱ - ۲۲۰۰۱ - ۲۳۰۰۱ - ۲۳۰۰۱ - ۲۴۰۰۱ - ۲۴۰۰۱ - ۲۵۰۰۱ | - ۲۵۰۰۱ - ۲۶۰۰۱ - ۲۶۰۰۱ - ۲۷۰۰۱ - ۲۷۰۰۱ - ۲۸۰۰۱ - ۲۸۰۰۱ - ۲۹۰۰۱ - ۲۹۰۰۱ - ۳۰۰۰۱ - ۳۰۰۰۱ - ۳۱۰۰۱ - ۳۱۰۰۱ - ۳۲۰۰۱ - ۳۲۰۰۱ - ۳۳۰۰۱ - ۳۳۰۰۱ - ۳۴۰۰۱ - ۳۴۰۰۱ - ۳۵۰۰۱ - ۳۵۰۰۱ - ۳۶۰۰۱ - ۳۶۰۰۱ - ۳۷۰۰۱ - ۳۷۰۰۱ - ۳۸۰۰۱ - ۳۸۰۰۱ - ۳۹۰۰۱ - ۳۹۰۰۱ - ۴۰۰۰۱ - ۴۰۰۰۱ - ۴۱۰۰۱ - ۴۱۰۰۱ - ۴۲۰۰۱ - ۴۲۰۰۱ - ۴۳۰۰۱ - ۴۳۰۰۱ - ۴۴۰۰۱ - ۴۴۰۰۱ - ۴۵۰۰۱ - ۴۵۰۰۱ - ۴۶۰۰۱ - ۴۶۰۰۱ - ۴۷۰۰۱ - ۴۷۰۰۱ - ۴۸۰۰۱ - ۴۸۰۰۱ - ۴۹۰۰۱ - ۴۹۰۰۱ - ۵۰۰۰۱ |

## از ۵۰٬۰۰۰ تا ۱۰۰٬۰۰۰
| - ۵۰۰۰۱ - ۵۱۰۰۱ - ۵۱۰۰۱ - ۵۲۰۰۱ - ۵۲۰۰۱ - ۵۳۰۰۱ - ۵۳۰۰۱ - ۵۴۰۰۱ - ۵۴۰۰۱ - ۵۵۰۰۱ - ۵۵۰۰۱ - ۵۶۰۰۱ - ۵۶۰۰۱ - ۵۷۰۰۱ - ۵۷۰۰۱ - ۵۸۰۰۱ - ۵۸۰۰۱ - ۵۹۰۰۱ - ۵۹۰۰۱ - ۶۰۰۰۱ - ۶۰۰۰۱ - ۶۱۰۰۱ - ۶۱۰۰۱ - ۶۲۰۰۱ - ۶۲۰۰۱ - ۶۳۰۰۱ - ۶۳۰۰۱ - ۶۴۰۰۱ - ۶۴۰۰۱ - ۶۵۰۰۱ - ۶۵۰۰۱ - ۶۶۰۰۱ - ۶۶۰۰۱ - ۶۷۰۰۱ - ۶۷۰۰۱ - ۶۸۰۰۱ - ۶۸۰۰۱ - ۶۹۰۰۱ - ۶۹۰۰۱ - ۷۰۰۰۱ - ۷۰۰۰۱ - ۷۱۰۰۱ - ۷۱۰۰۱ - ۷۲۰۰۱ - ۷۲۰۰۱ - ۷۳۰۰۱ - ۷۳۰۰۱ - ۷۴۰۰۱ - ۷۴۰۰۱ - ۷۵۰۰۱ | - ۷۵۰۰۱ - ۷۶۰۰۱ - ۷۶۰۰۱ - ۷۷۰۰۱ - ۷۷۰۰۱ - ۷۸۰۰۱ - ۷۸۰۰۱ - ۷۹۰۰۱ - ۷۹۰۰۱ - ۸۰۰۰۱ - ۸۰۰۰۱ - ۸۱۰۰۱ - ۸۱۰۰۱ - ۸۲۰۰۱ - ۸۲۰۰۱ - ۸۳۰۰۱ - ۸۳۰۰۱ - ۸۴۰۰۱ - ۸۴۰۰۱ - ۸۵۰۰۱ - ۸۵۰۰۱ - ۸۶۰۰۱ - ۸۶۰۰۱ - ۸۷۰۰۱ - ۸۷۰۰۱ - ۸۸۰۰۱ - ۸۸۰۰۱ - ۸۹۰۰۱ - ۸۹۰۰۱ - ۹۰۰۰۱ - ۹۰۰۰۱ - ۹۱۰۰۱ - ۹۱۰۰۱ - ۹۲۰۰۱ - ۹۲۰۰۱ - ۹۳۰۰۱ - ۹۳۰۰۱ - ۹۴۰۰۱ - ۹۴۰۰۱ - ۹۵۰۰۱ - ۹۵۰۰۱ - ۹۶۰۰۱ - ۹۶۰۰۱ - ۹۷۰۰۱ - ۹۷۰۰۱ - ۹۸۰۰۱ - ۹۸۰۰۱ - ۹۹۰۰۱ - ۹۹۰۰۱ - ۱۰۰۰۰۱ |

## از ۱۰۰٬۰۰۰ تا ۱۵۰٬۰۰۰
| - ۱۰۰۰۰۱ - ۱۰۱۰۰۱ - ۱۰۱۰۰۱ - ۱۰۲۰۰۱ - ۱۰۲۰۰۱ - ۱۰۳۰۰۱ - ۱۰۳۰۰۱ - ۱۰۴۰۰۱ - ۱۰۴۰۰۱ - ۱۰۵۰۰۱ - ۱۰۵۰۰۱ - ۱۰۶۰۰۱ - ۱۰۶۰۰۱ - ۱۰۷۰۰۱ - ۱۰۷۰۰۱ - ۱۰۸۰۰۱ - ۱۰۸۰۰۱ - ۱۰۹۰۰۱ - ۱۰۹۰۰۱ - ۱۱۰۰۰۱ - ۱۱۰۰۰۱ - ۱۱۱۰۰۱ - ۱۱۱۰۰۱ - ۱۱۲۰۰۱ - ۱۱۲۰۰۱ - ۱۱۳۰۰۱ - ۱۱۳۰۰۱ - ۱۱۴۰۰۱ - ۱۱۴۰۰۱ - ۱۱۵۰۰۱ - ۱۱۵۰۰۱ - ۱۱۶۰۰۱ - ۱۱۶۰۰۱ - ۱۱۷۰۰۱ - ۱۱۷۰۰۱ - ۱۱۸۰۰۱ - ۱۱۸۰۰۱ - ۱۱۹۰۰۱ - ۱۱۹۰۰۱ - ۱۲۰۰۰۱ - ۱۲۰۰۰۱ - ۱۲۱۰۰۱ - ۱۲۱۰۰۱ - ۱۲۲۰۰۱ - ۱۲۲۰۰۱ - ۱۲۳۰۰۱ - ۱۲۳۰۰۱ - ۱۲۴۰۰۱ - ۱۲۴۰۰۱ - ۱۲۵۰۰۱ | - ۱۲۵۰۰۱ - ۱۲۶۰۰۱ - ۱۲۶۰۰۱ - ۱۲۷۰۰۱ - ۱۲۷۰۰۱ - ۱۲۸۰۰۱ - ۱۲۸۰۰۱ - ۱۲۹۰۰۱ - ۱۲۹۰۰۱ - ۱۳۰۰۰۱ - ۱۳۰۰۰۱ - ۱۳۱۰۰۱ - ۱۳۱۰۰۱ - ۱۳۲۰۰۱ - ۱۳۲۰۰۱ - ۱۳۳۰۰۱ - ۱۳۳۰۰۱ - ۱۳۴۰۰۱ - ۱۳۴۰۰۱ - ۱۳۵۰۰۱ - ۱۳۵۰۰۱ - ۱۳۶۰۰۱ - ۱۳۶۰۰۱ - ۱۳۷۰۰۱ - ۱۳۷۰۰۱ - ۱۳۸۰۰۱ - ۱۳۸۰۰۱ - ۱۳۹۰۰۱ - ۱۳۹۰۰۱ - ۱۴۰۰۰۱ - ۱۴۰۰۰۱ - ۱۴۱۰۰۱ - ۱۴۱۰۰۱ - ۱۴۲۰۰۱ - ۱۴۲۰۰۱ - ۱۴۳۰۰۱ - ۱۴۳۰۰۱ - ۱۴۴۰۰۱ - ۱۴۴۰۰۱ - ۱۴۵۰۰۱ - ۱۴۵۰۰۱ - ۱۴۶۰۰۱ - ۱۴۶۰۰۱ - ۱۴۷۰۰۱ - ۱۴۷۰۰۱ - ۱۴۸۰۰۱ - ۱۴۸۰۰۱ - ۱۴۹۰۰۱ - ۱۴۹۰۰۱ - ۱۵۰۰۰۱ |

## از ۱۵۰٬۰۰۰ تا ۲۰۰٬۰۰۰
| - ۱۵۰۰۰۱ - ۱۵۱۰۰۱ - ۱۵۱۰۰۱ - ۱۵۲۰۰۱ - ۱۵۲۰۰۱ - ۱۵۳۰۰۱ - ۱۵۳۰۰۱ - ۱۵۴۰۰۱ - ۱۵۴۰۰۱ - ۱۵۵۰۰۱ - ۱۵۵۰۰۱ - ۱۵۶۰۰۱ - ۱۵۶۰۰۱ - ۱۵۷۰۰۱ - ۱۵۷۰۰۱ - ۱۵۸۰۰۱ - ۱۵۸۰۰۱ - ۱۵۹۰۰۱ - ۱۵۹۰۰۱ - ۱۶۰۰۰۱ - ۱۶۰۰۰۱ - ۱۶۱۰۰۱ - ۱۶۱۰۰۱ - ۱۶۲۰۰۱ - ۱۶۲۰۰۱ - ۱۶۳۰۰۱ - ۱۶۳۰۰۱ - ۱۶۴۰۰۱ - ۱۶۴۰۰۱ - ۱۶۵۰۰۱ - ۱۶۵۰۰۱ - ۱۶۶۰۰۱ - ۱۶۶۰۰۱ - ۱۶۷۰۰۱ - ۱۶۷۰۰۱ - ۱۶۸۰۰۱ - ۱۶۸۰۰۱ - ۱۶۹۰۰۱ - ۱۶۹۰۰۱ - ۱۷۰۰۰۱ - ۱۷۰۰۰۱ - ۱۷۱۰۰۱ - ۱۷۱۰۰۱ - ۱۷۲۰۰۱ - ۱۷۲۰۰۱ - ۱۷۳۰۰۱ - ۱۷۳۰۰۱ - ۱۷۴۰۰۱ - ۱۷۴۰۰۱ - ۱۷۵۰۰۱ | - ۱۷۵۰۰۱ - ۱۷۶۰۰۱ - ۱۷۶۰۰۱ - ۱۷۷۰۰۱ - ۱۷۷۰۰۱ - ۱۷۸۰۰۱ - ۱۷۸۰۰۱ - ۱۷۹۰۰۱ - ۱۷۹۰۰۱ - ۱۸۰۰۰۱ - ۱۸۰۰۰۱ - ۱۸۱۰۰۱ - ۱۸۱۰۰۱ - ۱۸۲۰۰۱ - ۱۸۲۰۰۱ - ۱۸۳۰۰۱ - ۱۸۳۰۰۱ - ۱۸۴۰۰۱ - ۱۸۴۰۰۱ - ۱۸۵۰۰۱ - ۱۸۵۰۰۱ - ۱۸۶۰۰۱ - ۱۸۶۰۰۱ - ۱۸۷۰۰۱ - ۱۸۷۰۰۱ - ۱۸۸۰۰۱ - ۱۸۸۰۰۱ - ۱۸۹۰۰۱ - ۱۸۹۰۰۱ - ۱۹۰۰۰۱ - ۱۹۰۰۰۱ - ۱۹۱۰۰۱ - ۱۹۱۰۰۱ - ۱۹۲۰۰۱ - ۱۹۲۰۰۱ - ۱۹۳۰۰۱ - ۱۹۳۰۰۱ - ۱۹۴۰۰۱ - ۱۹۴۰۰۱ - ۱۹۵۰۰۱ - ۱۹۵۰۰۱ - ۱۹۶۰۰۱ - ۱۹۶۰۰۱ - ۱۹۷۰۰۱ - ۱۹۷۰۰۱ - ۱۹۸۰۰۱ - ۱۹۸۰۰۱ - ۱۹۹۰۰۱ - ۱۹۹۰۰۱ - ۲۰۰۰۰۱ |

## از ۲۰۰٬۰۰۰ تا ۲۵۰٬۰۰۰
| - ۲۰۰۰۰۱ - ۲۰۱۰۰۱ - ۲۰۱۰۰۱ - ۲۰۲۰۰۱ - ۲۰۲۰۰۱ - ۲۰۳۰۰۱ - ۲۰۳۰۰۱ - ۲۰۴۰۰۱ - ۲۰۴۰۰۱ - ۲۰۵۰۰۱ - ۲۰۵۰۰۱ - ۲۰۶۰۰۱ - ۲۰۶۰۰۱ - ۲۰۷۰۰۱ - ۲۰۷۰۰۱ - ۲۰۸۰۰۱ - ۲۰۸۰۰۱ - ۲۰۹۰۰۱ - ۲۰۹۰۰۱ - ۲۱۰۰۰۱ - ۲۱۰۰۰۱ - ۲۱۱۰۰۱ - ۲۱۱۰۰۱ - ۲۱۲۰۰۱ - ۲۱۲۰۰۱ - ۲۱۳۰۰۱ - ۲۱۳۰۰۱ - ۲۱۴۰۰۱ - ۲۱۴۰۰۱ - ۲۱۵۰۰۱ - ۲۱۵۰۰۱ - ۲۱۶۰۰۱ - ۲۱۶۰۰۱ - ۲۱۷۰۰۱ - ۲۱۷۰۰۱ - ۲۱۸۰۰۱ - ۲۱۸۰۰۱ - ۲۱۹۰۰۱ - ۲۱۹۰۰۱ - ۲۲۰۰۰۱ - ۲۲۰۰۰۱ - ۲۲۱۰۰۱ - ۲۲۱۰۰۱ - ۲۲۲۰۰۱ - ۲۲۲۰۰۱ - ۲۲۳۰۰۱ - ۲۲۳۰۰۱ - ۲۲۴۰۰۱ - ۲۲۴۰۰۱ - ۲۲۵۰۰۱ | - ۲۲۵۰۰۱ - ۲۲۶۰۰۱ - ۲۲۶۰۰۱ - ۲۲۷۰۰۱ - ۲۲۷۰۰۱ - ۲۲۸۰۰۱ - ۲۲۸۰۰۱ - ۲۲۹۰۰۱ - ۲۲۹۰۰۱ - ۲۳۰۰۰۱ - ۲۳۰۰۰۱ - ۲۳۱۰۰۱ - ۲۳۱۰۰۱ - ۲۳۲۰۰۱ - ۲۳۲۰۰۱ - ۲۳۳۰۰۱ - ۲۳۳۰۰۱ - ۲۳۴۰۰۱ - ۲۳۴۰۰۱ - ۲۳۵۰۰۱ - ۲۳۵۰۰۱ - ۲۳۶۰۰۱ - ۲۳۶۰۰۱ - ۲۳۷۰۰۱ - ۲۳۷۰۰۱ - ۲۳۸۰۰۱ - ۲۳۸۰۰۱ - ۲۳۹۰۰۱ - ۲۳۹۰۰۱ - ۲۴۰۰۰۱ - ۲۴۰۰۰۱ - ۲۴۱۰۰۱ - ۲۴۱۰۰۱ - ۲۴۲۰۰۱ - ۲۴۲۰۰۱ - ۲۴۳۰۰۱ - ۲۴۳۰۰۱ - ۲۴۴۰۰۱ - ۲۴۴۰۰۱ - ۲۴۵۰۰۱ - ۲۴۵۰۰۱ - ۲۴۶۰۰۱ - ۲۴۶۰۰۱ - ۲۴۷۰۰۱ - ۲۴۷۰۰۱ - ۲۴۸۰۰۱ - ۲۴۸۰۰۱ - ۲۴۹۰۰۱ - ۲۴۹۰۰۱ - ۲۵۰۰۰۱ |